# Inmarsat-6 F1
O Inmarsat-6 F1, também conhecido como Inmarsat I-6 F1 e GX 6A, é um satélite de comunicação geoestacionário construído pela Airbus Defence and Space. Ele está localizado na posição orbital de 83,8 graus de longitude leste e é operado pela Inmarsat. O satélite foi baseado na plataforma Eurostar-3000EOR e sua expectativa de vida útil é de 15 anos.

## História
O Inmarsat-6 F1, juntamente com o Inmarsat-6 F2, faz parte da sexta geração de satélites da Inmarsat, um operador de comunicações móvel global por satélite com sede em Londres. A Airbus Defence and Space foi contratada pela Inmarsat para projetar e desenvolver os dois primeiros satélites de comunicações móveis da série Inmarsat-6 (I-6), que são os satélites de serviços móveis mais versáteis em sua frota.

## Lançamento
O satélite foi lançado com sucesso ao espaço em 22 de dezembro de 2021, por meio de um veículo H-IIA-204, a partir da Centro Espacial de Tanegashima, no Japão. Ele tinha uma massa de lançamento de 5 470 kg.

## Capacidade
O Inmarsat-6 F1 está equipado com vários transponders nas bandas L e Ka. Com 20 feixes pontuais de banda Ka que podem ser direcionados para fornecer capacidade adicional nas principais áreas de demanda e crescimento.